# بني أحمد الشرقية
بني أحمد الشرقية هي قرية أمازيغية جبلية مغربية شمال المملكة. تنتمي بني أحمد الشرقية لإقليم شفشاون. تضم هذه القرية 10.365 نسمة (إحصاء 2004).